# Eisenberger Straße (Dresden)

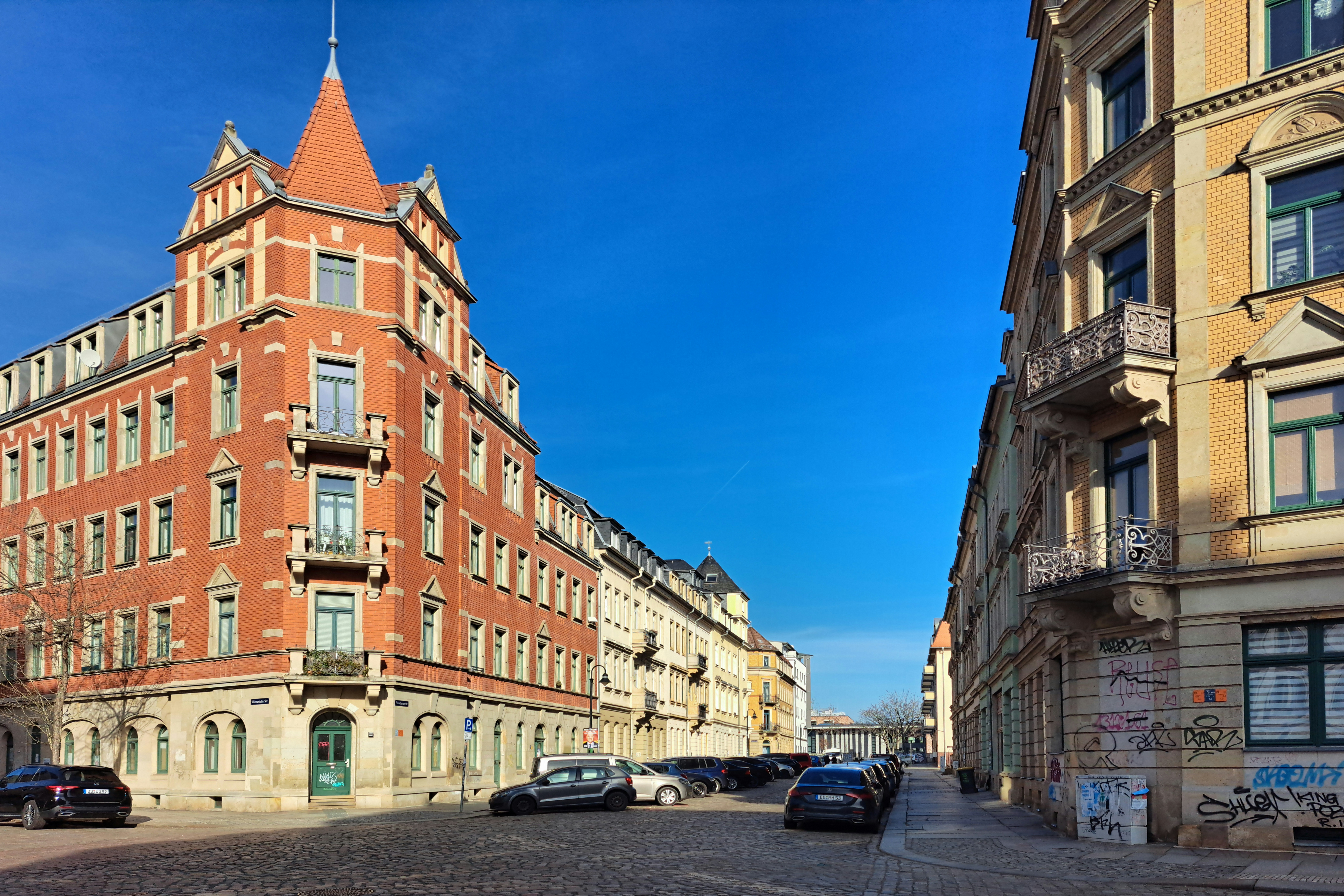
Pieschen, Eisenberger Straße 9 2025

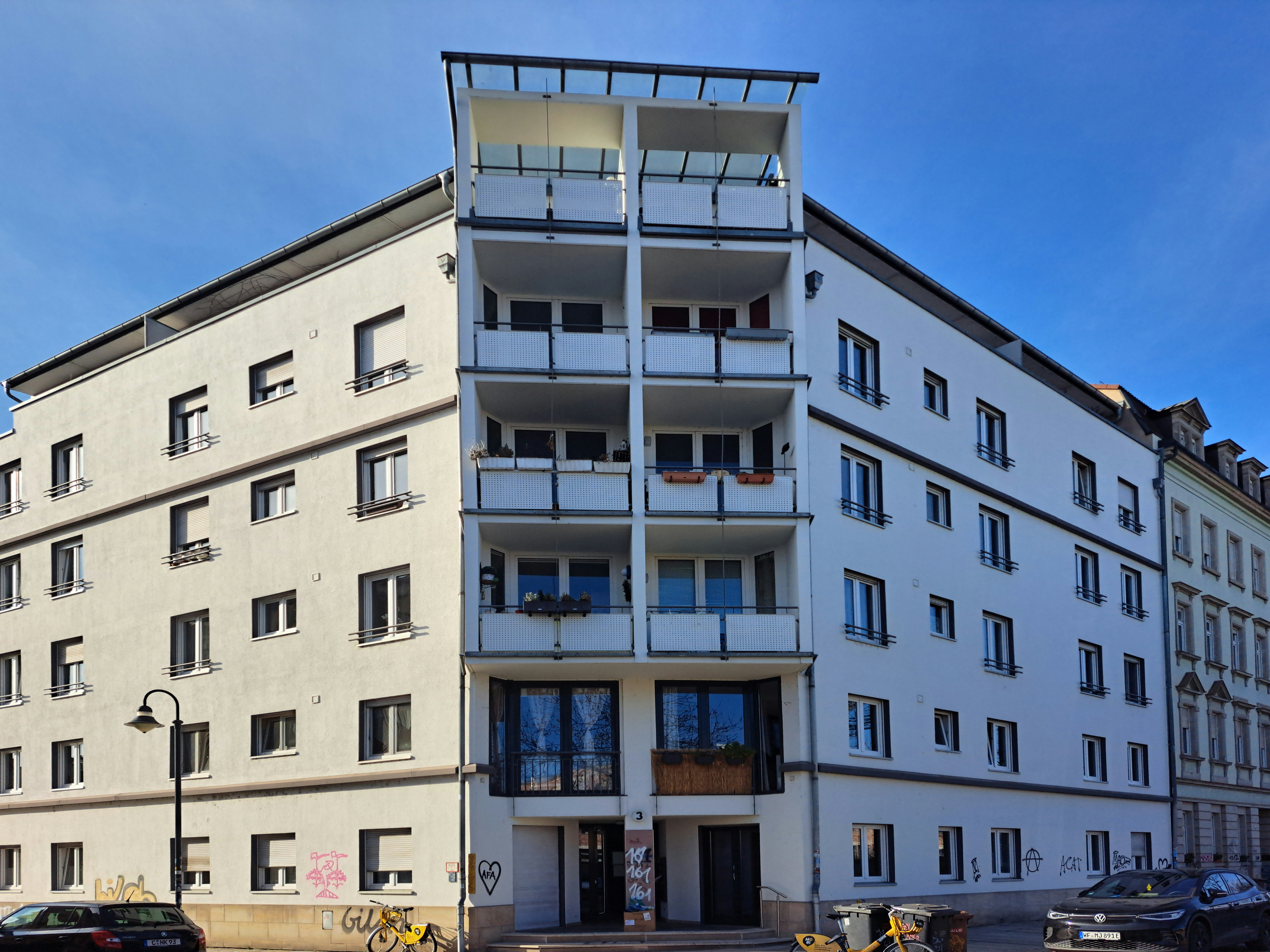
Eisenberger Straße Ecke Gehestraße, 2025

Die Eisenberger Straße befindet sich im westlichen Teil der Leipziger Vorstadt. Sie verläuft vom Elberadweg in Richtung Gehestraße. Dabei kreuzt sie die Leipziger Straße, Weimarische Straße, Hallesche Straße.

## Lage
Die Eisenberger Straße im Stadtteil Pieschen ist im westlichen Teil der Leipziger Vorstadt. Sie verläuft parallel zur Erfurter Straße vom Elberadweg beginnend in Richtung Gehestraße. Dabei kreuzt sie die Leipziger Straße, Weimarische Straße und die Hallesche Straße.

## Geschichte
Neudorf, auch Stadt Neudorf genannt, ist eine im 16. Jahrhundert entstandene vorstädtische Siedlung von Dresden, welche heute zur Leipziger Vorstadt gehört. Am 1. Januar 1866 erfolgte die Eingemeindung mit der Bezeichnung Vorstadt Neudorf und die Eisenberger Straße wurde 1888 an Stelle eines Feldweges angelegt und erhielt ihren Namen nach dem Ort Eisenberg, der heute unter dem Namen nach dem Ort Eisenberg bei Moritzburg benannt. Per Stadtratsbeschluss vom 29. Oktober 1874 wurde die Gemarkung in die Leipziger Vorstadt eingegliedert. Durch die zunehmende Bebauung mit großstädtischen Mietshäusern ging der dörfliche Charakter weitgehend verloren und Neudorf entwickelte sich zu einem dicht besiedelten Arbeiterwohnort. Die Bautätigkeit setzte etwas später als auf der Moritzburger Straße ein. In der Folge wurden hier ab dem Jahr 1889 im Abschnitt nördlich der Leipziger Straße mehrgeschossige Wohnhäuser errichtet. Außerdem existierten bereits um 1890 zwei Gastwirtschaften, die den Namen Stadt Oschatz (Nr. 1) und Restaurant Kurfürst Moritz (heute Lilienstein - Nr. 15) trugen. Im Jahr 1911 folgte das Doppelhaus Eisenberger Straße 16/18 als Teil einer Wohnanlage des Kleinwohnungsbauvereins. Es entstanden weitere Mietshäuser mit künstlerischen gestalteten Fassaden, welche heute unter Denkmalschutz stehen. Mietshäuser Eisenberger Straße 1, 3, 5, 8 in geschlossener Bebauung mit Läden, Teil eines spätgründerzeitlichen Quartiers mit zeittypischer Putzfassade, baugeschichtlich und stadtentwicklungsgeschichtlich bedeutend. Mietshaus Eisenberger Straße 9 in Ecklage und geschlossener Bebauung repräsentativer, Straßenbild prägender Bau mit zeittypischer, spätgründerzeitlicher Klinkerfassade, baugeschichtlich und stadtentwicklungsgeschichtlich bedeutend. Weitere Mietshäuser, Nummer 10, 11, 12, 13, 15, 16, 17 und 18 in geschlossener Bebauung Teil eines spätgründerzeitlichen Quartiers mit zeittypischer Putzfassade, mit zeittypischer, historisierender Klinkerfassade, Teil eines spätgründerzeitlichen Quartiers, baugeschichtlich und stadtentwicklungsgeschichtlich bedeutend und weitere Denkmalgebäude. Durch die Bombenangriffe 1945 wurden 70 % der Bebauung mittelschwer beschädigt.
Zu Beginn der Eisenberger Straße befinden sich der Sportplatz des TSV Rotation und seit 1946 die Kleingartensparte An der Fähre. Dresdens sechster Graffitipark mit legalen Flächen zum Besprühen entstand an der Ecke Eisenberger/Leipziger Straße.

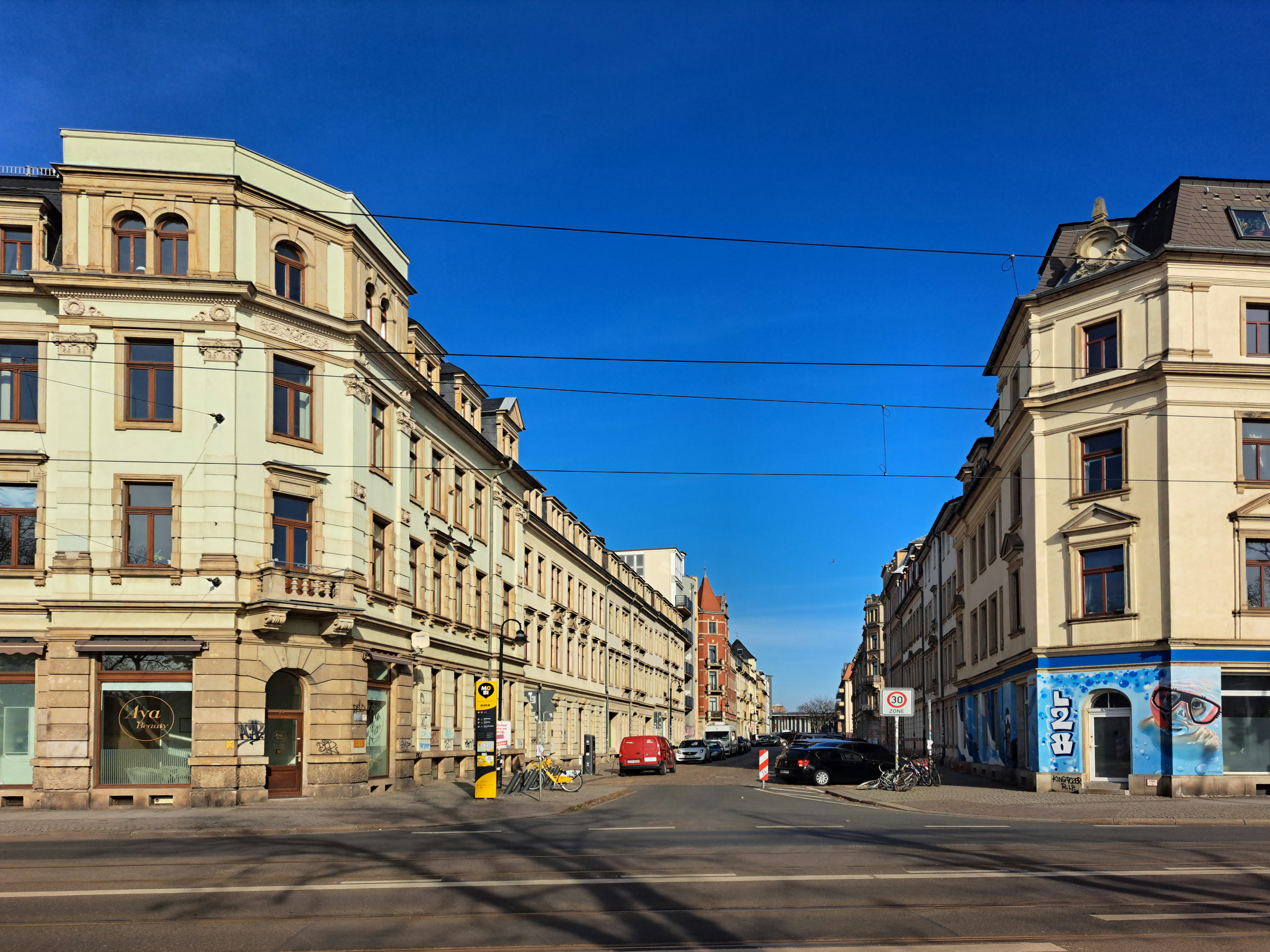
Eisenberger Straße, 2025
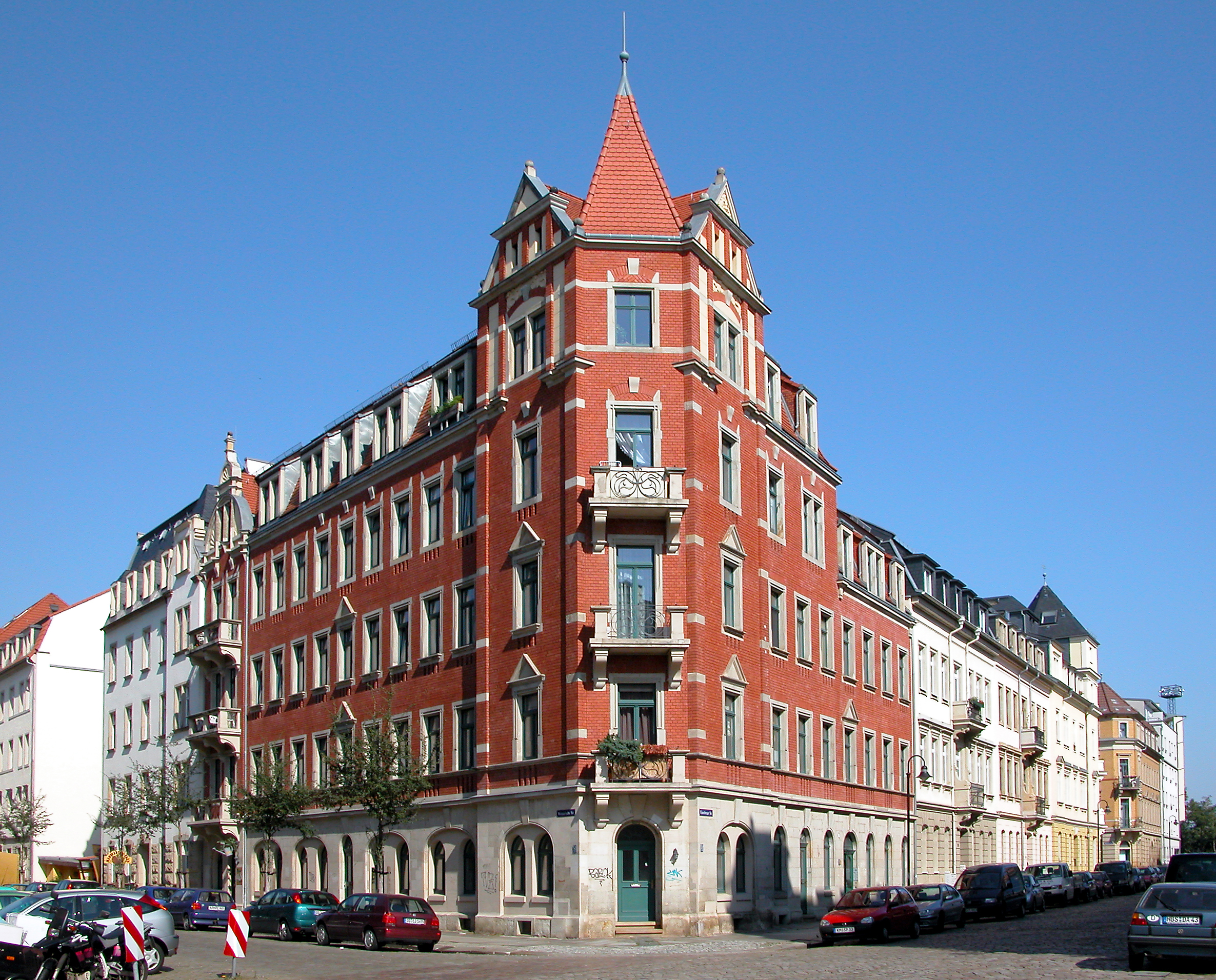
Eisenberger Straße 9, 2025
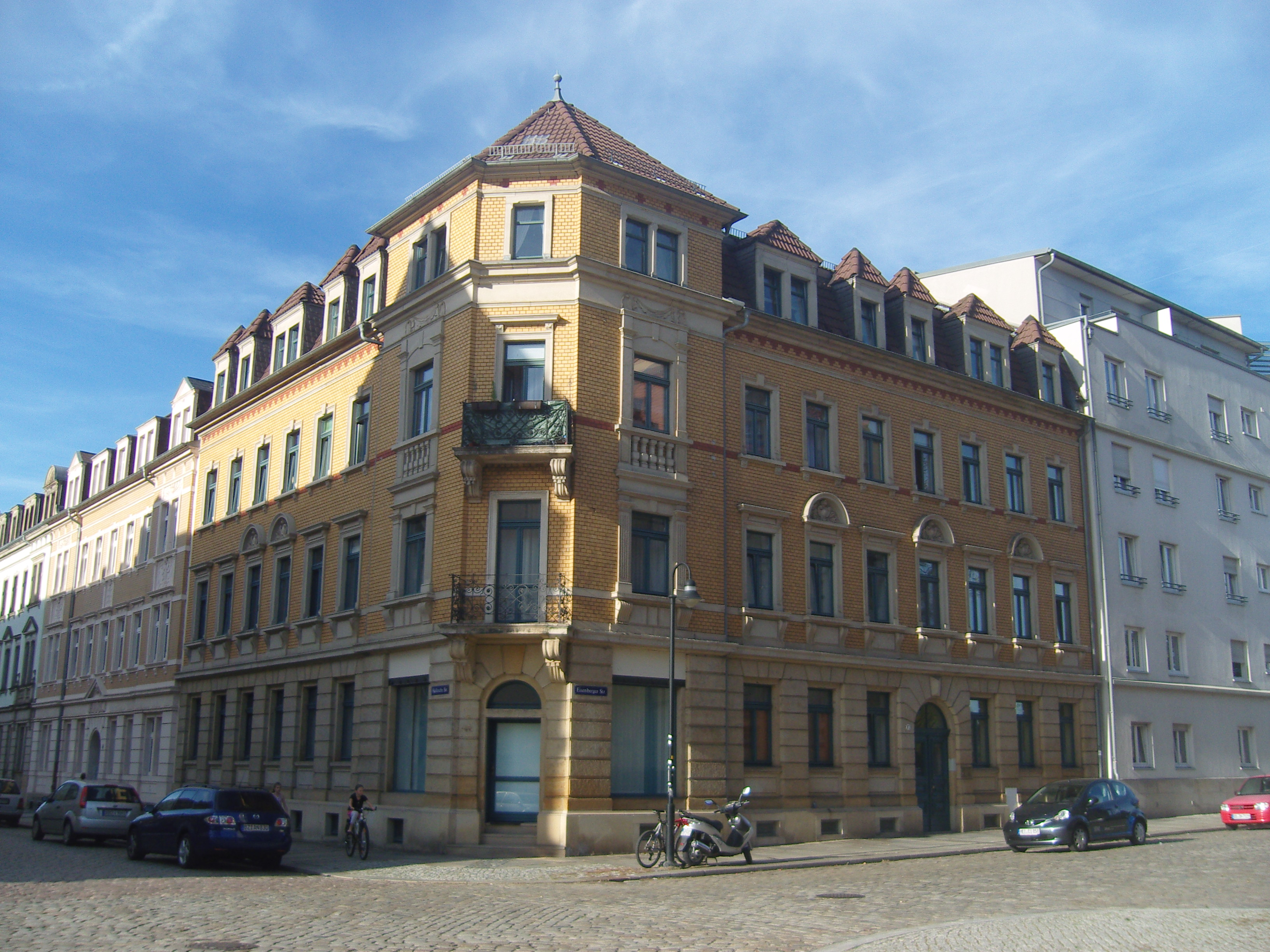
Eisenberger Straße 17,  2025
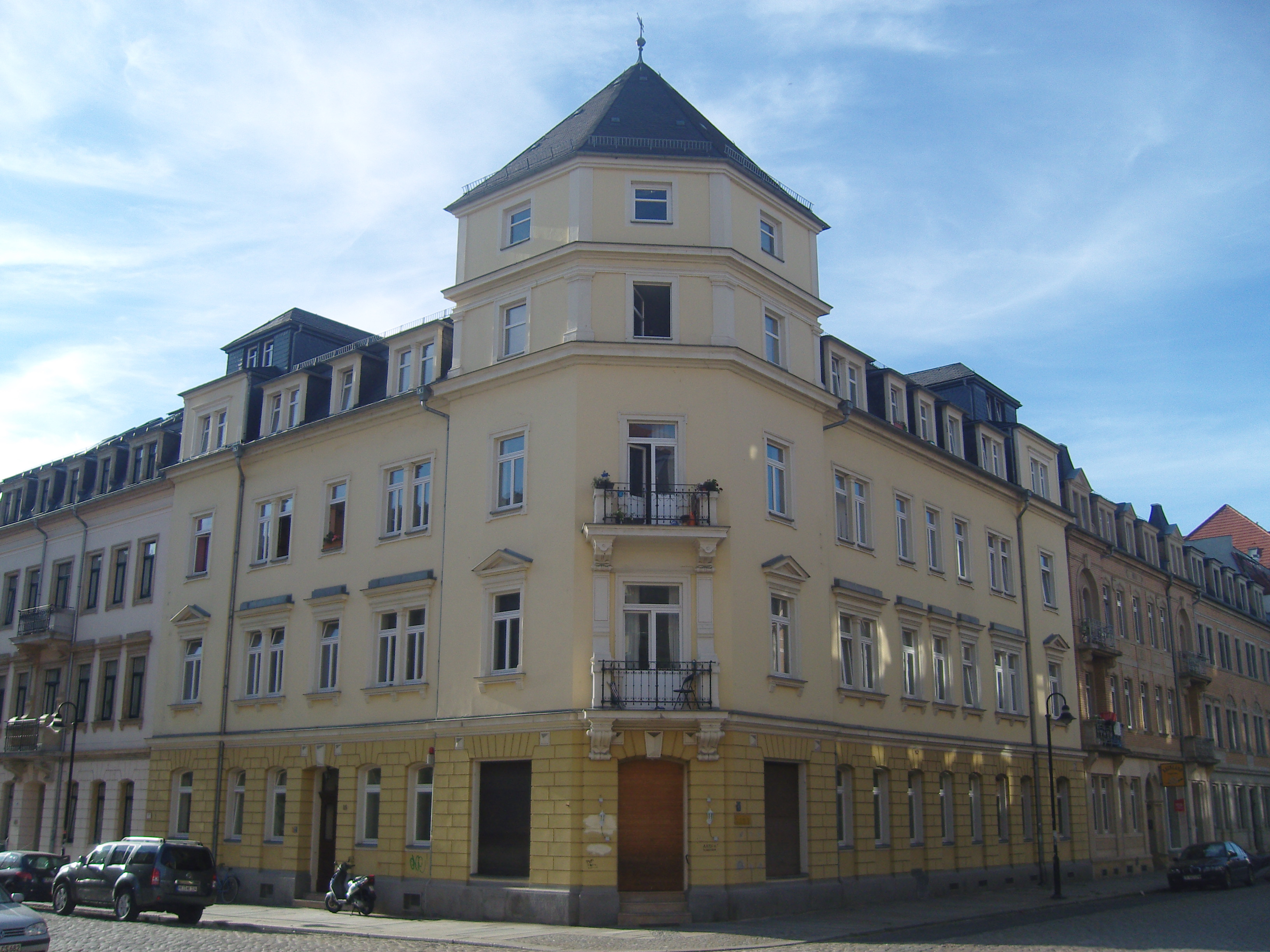
Eisenberger Straße 15,  2025
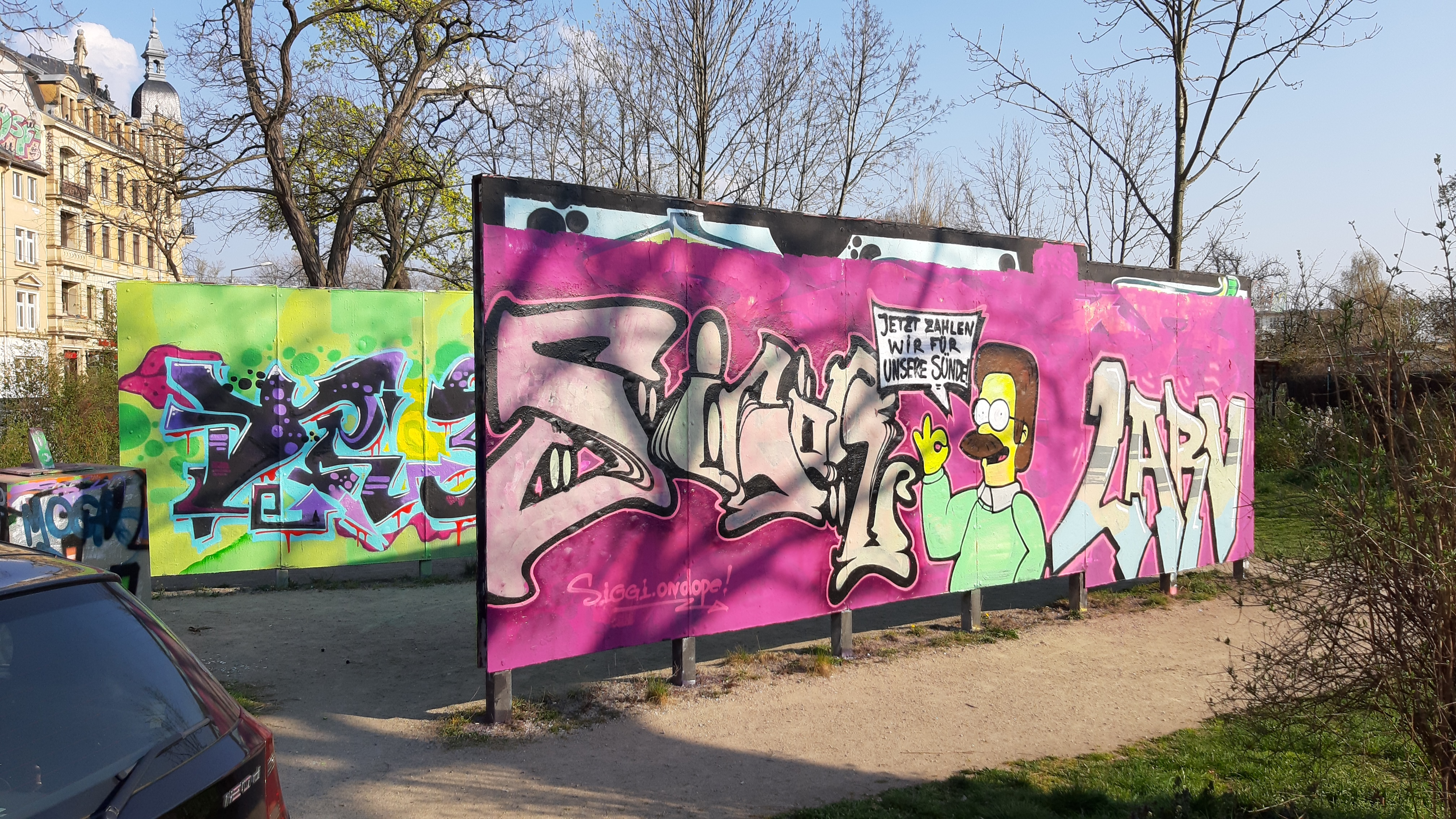
Graffiti-Park Eisenberger Straße, 2025

## Baumbestand der Eisenberger Straße
Es erfolgten umfangreiche Baumbepflanzungen entlang der Fußwege. Durch die Umgestaltung der Straße wurden einige neue Baumpflanzungen getätigt. Die besonderen Wuchsformen, Ausprägungen und Verwachsungen unterschiedlichster Bäume und Gehölzen prägen die Eisenberger Straße.
Der Baumbestand besteht aus folgenden dendrologischen Gehölzen:
- Salix alba (Silber-Weide)
- Robinia pseudoacacia (Gemeine Robinie)
- Acer platanoides (Spitz-Ahorn)
- Sophora  japanischer Regent (Frühbl. Jap. Pagodenbaum)
- Fraxinus excelsior (Gewöhnliche Esche)[4]